# Louis-Nicolas Davout
Louis-Nicolas d'Avoût [lui nikola davú], později Davoût, ve starších textech (např. na Vítězném oblouku) někdy jako Davoust (výslovnost je stejná), vévoda z Auerstädtu a kníže z Eckmühlu (10. května 1770 Annoux, Yonne, burgundská oblast Francie – 1. června 1823 Paříž), byl francouzský generál, maršál Francie, jeden z největších vojevůdců francouzské historie.

## Život

### Mládí
Davout pocházel z jedné z nejstarších a nejváženějších burgundských šlechtických rodin, nicméně po hmotné stránce rodina neoplývala velkým majetkem. Jeho otec byl důstojníkem v královské armádě v pluku Royal-Champagne. Mladý Louis se po tragické smrti svého otce (zastřelen na lovu) – aby ulehčil matce výchovu svých 3 sourozenců – nechal zapsat do královské vojenské školy v Auxerre. Zde studoval s průměrnými výsledky a po absolvování školy pokračoval ve studiích na École militaire v Paříži (1785–1787). Byl vyřazen jako podporučík a sloužil v pluku svého otce Royal-Champagne. Soustavně se vzdělával, seznamoval se s myšlenkami osvícenců a vojenské službě se věnoval jen okrajově.

### Vojenská kariéra do roku 1800

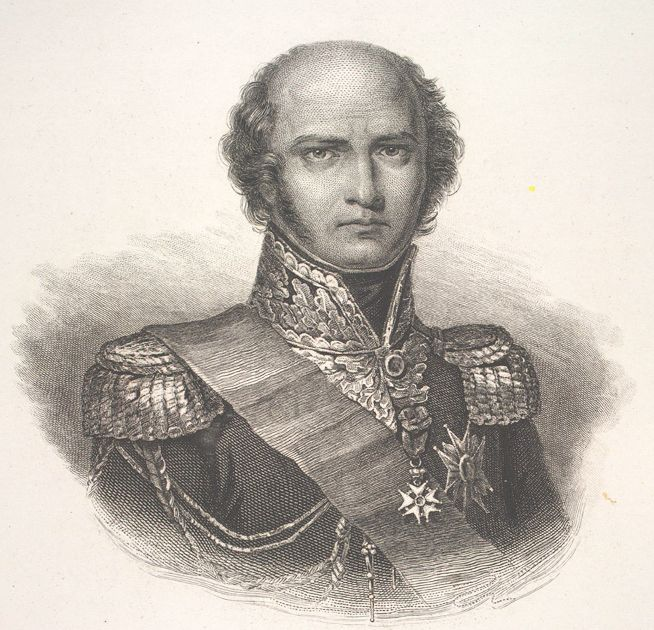
Davout, Louis Nicolas, maršál, (1770–1823)

Po vypuknutí revoluce se zcela oddal jejím ideálům. Ve svém pluku podněcoval vzpoury a byl krátce i zatčen. Po propuštění (1790) vystoupil z armády, ale krátce nato byl (1791) zvolen zástupcem velitele praporu dobrovolníků Yonne. V tomtéž roce se poprvé oženil. Jeho ženou se stala Marie-Nicolle-Adelaide Seguenotová. V bitvách u Jemappes (6. listopadu 1792) a Neerwindenu (18. března 1793) bojoval pod Dumouriezem a jako jeden z mála se otevřeně vzepřel jeho zradě. V červenci 1793 byl povýšen na brigádního generála, ale za několik dní postaven mimo službu, jelikož dekret Výboru pro veřejné blaho zakazoval šlechticům službu v armádě. V roce 1793 se rozvedl s mnohonásobně nevěrnou manželkou.
Po pádu Robespierrova režimu (9. thermidor 1794) byl aktivován a zařazen v hodnosti brigádního generála do Moselské armády. Roku 1795 bojoval pod Pichegruem v Rýnské armádě, ale u Mannheimu padl do zajetí, ze kterého byl po několika měsících výměnou zajatců propuštěn. Poté se vyznamenal pod Moreauem při přechodu Rýna (20. dubna 1797). Účastnil se prvního italského tažení Napoleona Bonaparte, ale poté se dostal do sporu s generálem Moreauem a jeho kariéra byla ohrožena. 

Naštěstí jeho osobní přítel generál Desaix jej prosadil jako člena expedice do Egypta, kde se stal velitelem jezdecké brigády, se kterou se vyznamenal v pozemní bitvě u Abukiru (25. července 1799). Bonaparte jej před svým návratem do Francie ponechal pod velením generála Klébera v Egyptě, ale pro chronické průjmovité onemocnění (úplavice?, amébiosa?) dostal spolu s přítelem Desaixem povolení k odjezdu do Francie. Po strastiplné cestě (zajetí Brity, zajetí piráty) dorazili oba generálové do Toulonu v dubnu 1800, tedy 6 měsíců po převratu 18. brumaire. V červenci 1800 byl Davout povýšen na divizního generála a jmenován velitelem jezdectva Italské armády pod velením generála Bruneho. Po Lunevillském míru se stal velitelem granátníků konzulární gardy.

### Vojenská kariéra po roce 1800

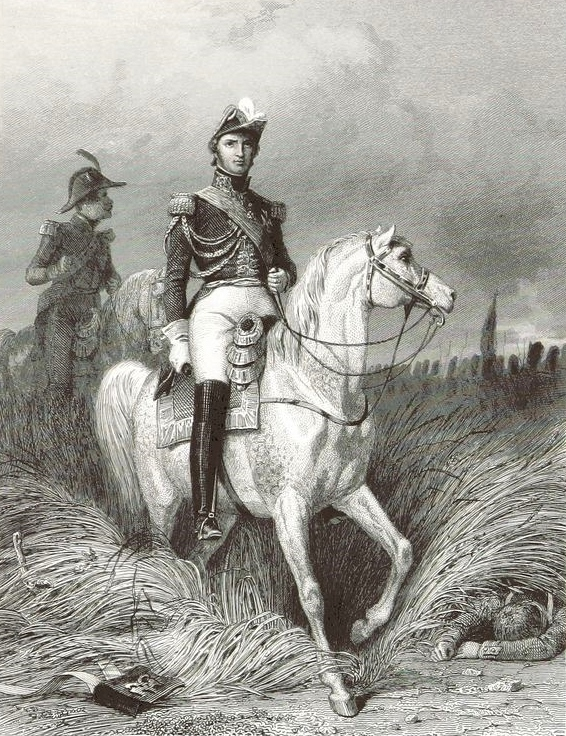
Louis-Nicolas Davout

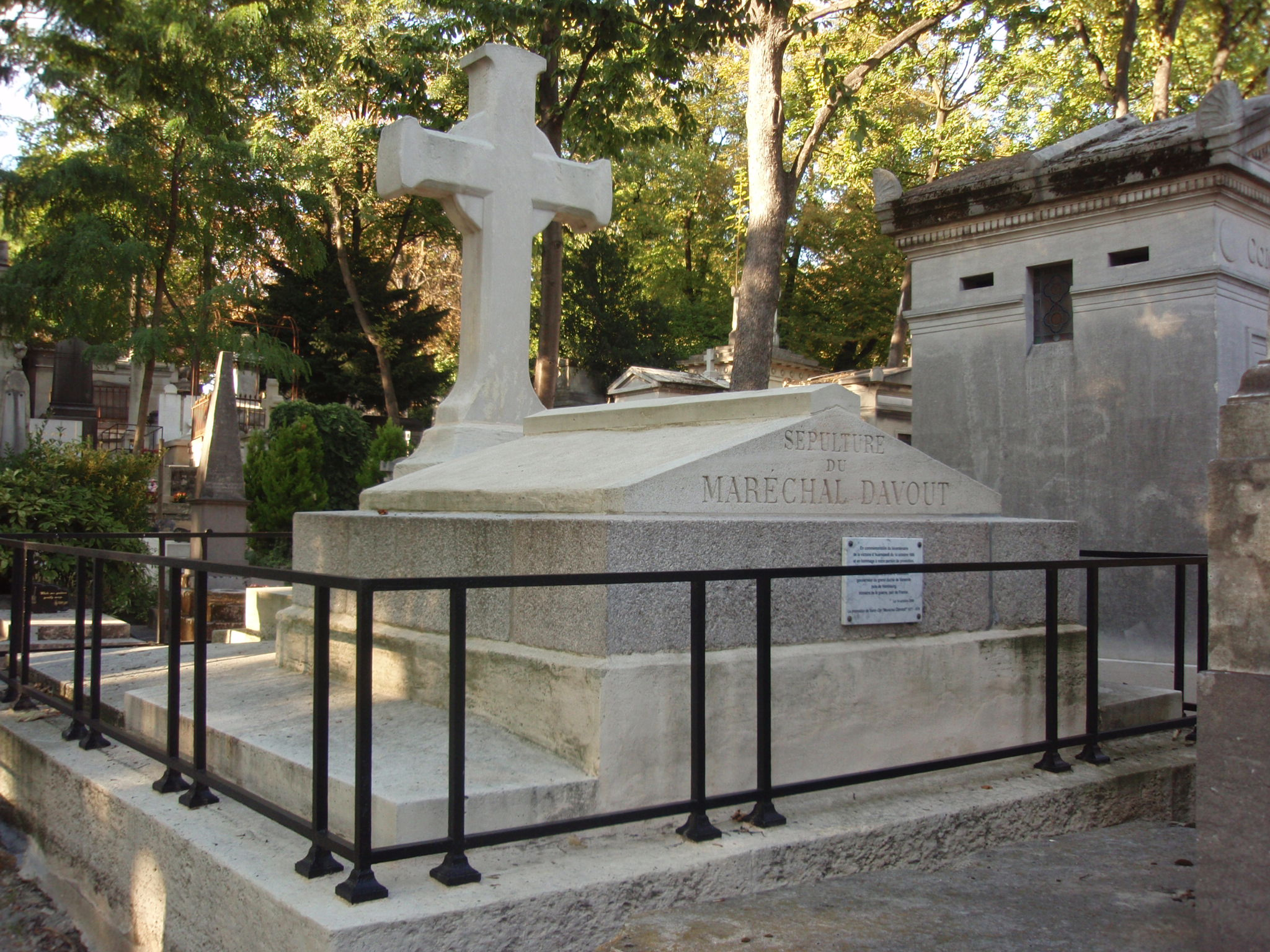
Rodinná hrobka na hřbitově Père Lachaise.

Roku 1801 se Davout podruhé oženil. Jeho ženou se stala slečna Louise-Aimee Julie Leclercová, sestra generála Charlese Leclerc d’Ostin, manžela Pauliny Bonapartové – oblíbené sestry Napoleonovy. Davout se tak dostal do širšího rodinného kruhu Napoleonova. V roce 1803 byl pověřen velením III. armádního sboru v Bruggách a zcela se věnoval výcviku vojsk. Zavedl železnou disciplínu (odtud jeho přezdívka „železný maršál“): důraz kladl na koordinaci jednotek a jejich spojení, pečoval o zásobování a zdravotní stav vojsk (zakázal např. kouření). Podařilo se mu vycvičit tři elitní divize Velké armády – tzv. „železné divize“: Friantovu, Gudinovu a Morandovu. Dne 19. května 1804 byl jmenován v první vlně maršálem císařství. 

V říjnu 1805 vedl svůj III. sbor proti Rakousku a u Slavkova se mistrovsky zhostil svého úkolu: jako velitel pravého křídla armády, tvořeného III. sborem, měl zadržet útok rusko-rakouského vojska a umožnit provedení geniálního „lvího skoku“. Třetí sbor dorazil k Slavkovu po usilovném 48hodinovém pochodu od Vídně v předvečer bitvy a v boji potvrdil, že je pýchou armády. Roku 1806 operoval samostatně proti Prusům, když tvořil předvoj armády. Dne 14. října 1806 se Napoleon utkal s pruským předvojem v bitvě u Jeny, která patří k jeho nejslavnějším, ale současně Davout vybojoval zcela samostatnou bitvu, když se srazil s hlavními pruskými silami v bitvě u Auerstädtu. Naprosto dokonalou strategií – po bezchybné obraně útok na slabé místo nepřítele – rozvrátil nepřátelské, přibližně dvakrát početnější vojsko a dobyl své nejslavnější vítězství. Sbor maršála Bernadotta, vzdálen 2 hodiny pochodu, nepřispěchal na pomoc, přestože velitel byl o bitvě informován. To byl počátek nepokryté nenávisti Davoutova k Bernadottovi („ten mizera Pontecorvo“). Dále Davout bojoval statečně u Jílového (7. a 8. února 1807), u Heilsbergu i u Friedlandu (14. června 1807), když byl vesměs nasazován v nejohroženějších úsecích bitev. Po Tylžském míru (Tilsit) byl jmenován vévodou z Auerstädtu a generálním guvernérem Varšavského velkovévodství. Ve válce roku 1809 proti Rakousku zvítězil v bitvě u Eggmühlu (21. a 22. dubna 1809) a u Wagramu, kde jako velitel pravého křídla rozhodl bitvu pomalým, ale nekompromisním postupem a dobytím Wagramu. Tímto postupem pod hrozbou obklíčení byl arcivévoda Karel nucen dát povel ke generálnímu ústupu. Napoleonem byl Davout vyznamenán titulem kníže z Eggmühlu a roku 1811 jmenován generálním guvernérem departementu Dolní Labe.
V ruském tažení velel 1. sboru a 23. července 1812 porazil Bagrationa u Mogileva. Poté manévroval tak dokonale, že v bitvě u Vitebska (27. července 1812) odřízl sbor generála Dochturova od Bagrationovy armády a hlavních sil Barclaye de Tolly a následně jej zničil. Po ústupu z Ruska organizoval tvorbu nové armády v Sasku a tvořil pilíř obrany na dolním Labi. Dne 30. května 1813 dobyl zpět Hamburk, který byl mezitím obsazen vojsky ruského generála Tettenborna, a udělil městu pokutu za odpadlictví od Francie ve výši 48 milionů franků. Město opevnil, zavedl železný režim a proti pachatelům diverzních akcí drakonické tresty. Aby vystačily zásoby, vysídlil 20 000 obyvatel. Jak tvrdá opatření zavedl, tak byla jeho obrana obklíčeného Hamburku úspěšná. Více než rok spojenci nedokázali pevnost dobýt, až teprve po změně režimu opustil na rozkaz Ludvíka XVIII. Davout se svou armádou nemocné, hladové, ale nepokořené město. 
Jako jediný z aktivních Napoleonových maršálů nesložil roku 1814 slib věrnosti Bourbonům. Po návratu Napoleona z Elby opět jako jediný spolu s Lefebvrem čekal svého císaře na nádvoří Tuilerií. Napoleon jej jmenoval ministrem války (jedna z velikých chyb Napoleona, protože se v poli ochudil o svého nejschopnějšího maršála) a po porážce u Waterloo byl jmenován prozatímní vládou vrchním velitelem armády. Dne 3. července 1815 podepsal s Wellingtonem a Blücherem dohodu o stažení svých vojsk za Loiru pod podmínkou, že nebudou pronásledováni velitelé, kteří se přidali k Napoleonovi. Tato „entente cordiale“ nebyla sice zcela dodržena, ale zachránila řadě generálů a důstojníků život. Dne 14. července 1815 se podřídil nové vládě Ludvíka XVIII. a předal velení armády maršálu MacDonaldovi. 

Davout opustil armádu i Paříž a žil na svém venkovském sídle Savigny. Do Paříže se vrátil jen, aby plamennou, ale neúspěšnou obranou zachránil život maršálu Neyovi. Známý je jeho protestní dopis, adresovaný bývalému kolegovi maršálu Saint-Cyrovi, nyní ministru války, kde žádal, aby důstojníci (Gilly, Grouchy, Exelmans, Clausel), vyškrtnutí z armády a pronásledovaní na základě královského výnosu z 24. července 1815 pro svůj vztah k Napoleonovi, byli exkulpováni, jelikož vše co učinili bylo na Davoutův rozkaz – pronásledován měl být tedy jen on. Sám byl 27. prosince 1815 královským dekretem zbaven hodnosti, jakéhokoli příjmu a byl mu zakázán pobyt v Paříži (byl trnem v oku monarchistů). Aby nezemřel hlady, musel prodat hluboko pod cenou své panství a tloukl bídu s nouzí. Teprve koncem roku 1816 po protestech král opět přiznal Davoutovi maršálskou penzi. Po královské amnestii byl 5. května 1819 jmenován pairem. Opět získal své panství v Savigny-sur-Orge a byl v tomto městečku v letech 1822–1823 zvolen starostou. Později se stal tamtéž v letech 1843–1846 starostou jeho syn Charles Napoleon.

## Soukromý život
Příkladně šťastné manželství bylo vedle péče o armádu prioritou jeho života. Vzájemná láska vydržela oběma manželům do konce životů. Rodinný život byl ztrpčen několika tragédiemi, když tři děti v časném dětství zemřely na infekční onemocnění a roku 1821 zemřela dcera při porodu (vykrvácení). Maršál Davout trpěl plicní tuberkulózou, která progradovala a které 1. června 1823 podlehl. Byl pohřben na pařížském hřbitově Pere Lachaise v rodinné hrobce. Pohřbu se zúčastnily tisíce bývalých vojáků, důstojníků, generálů i maršálů, kteří se přišli přes zákaz královských úřadů s milovaným vojevůdcem rozloučit. Průvod se tak stal tichou demonstrací proti monarchistickému útlaku. Maršálka jej přežila o 45 let.
Maršál Davout byl osobně přísný, suchý a nepřístupný člověk, který se stranil velkolepých oslav. Přes svůj poměrně elegantní zjev o svůj zevnějšek nedbal, chodil v obnošených šatech, zašpiněných botách a umaštěných pokrývkách hlavy. Nestyděl se za krátkozrakost a nosil – tehdy společensky nepřijatelné – brýle. Péčí o své vojáky u nich vzbuzoval směsici respektu a lásky; svým vzděláním a schopnostmi taktéž mnohdy závist svých kolegů. Jeho nepřáteli byli Bernadotte, Murat, Thiebault a později i Berthier. Jeho osobními přáteli byli Ney, Oudinot, Saint-Cyr, Desaix, ale největším generál Gudin (jeho podřízený). Maršál Davout je dodnes vzorem vzdělaného, schopného, věrného a neintrikujícího vojevůdce, který byl bez pochyb nejschopnějším z Napoleonových maršálů a jako jediný z nich se mohl svým rozhledem a strategickými schopnostmi se svým učitelem měřit. Jako jediný z maršálů císařství nebyl nikdy v boji poražen.
Nejlépe jeho charakter vystihlo Napoleonovo povzdechnutí: „Myslel jsem, že Davout mě miluje, ale on miluje jen Francii.“